# Harry Beresford

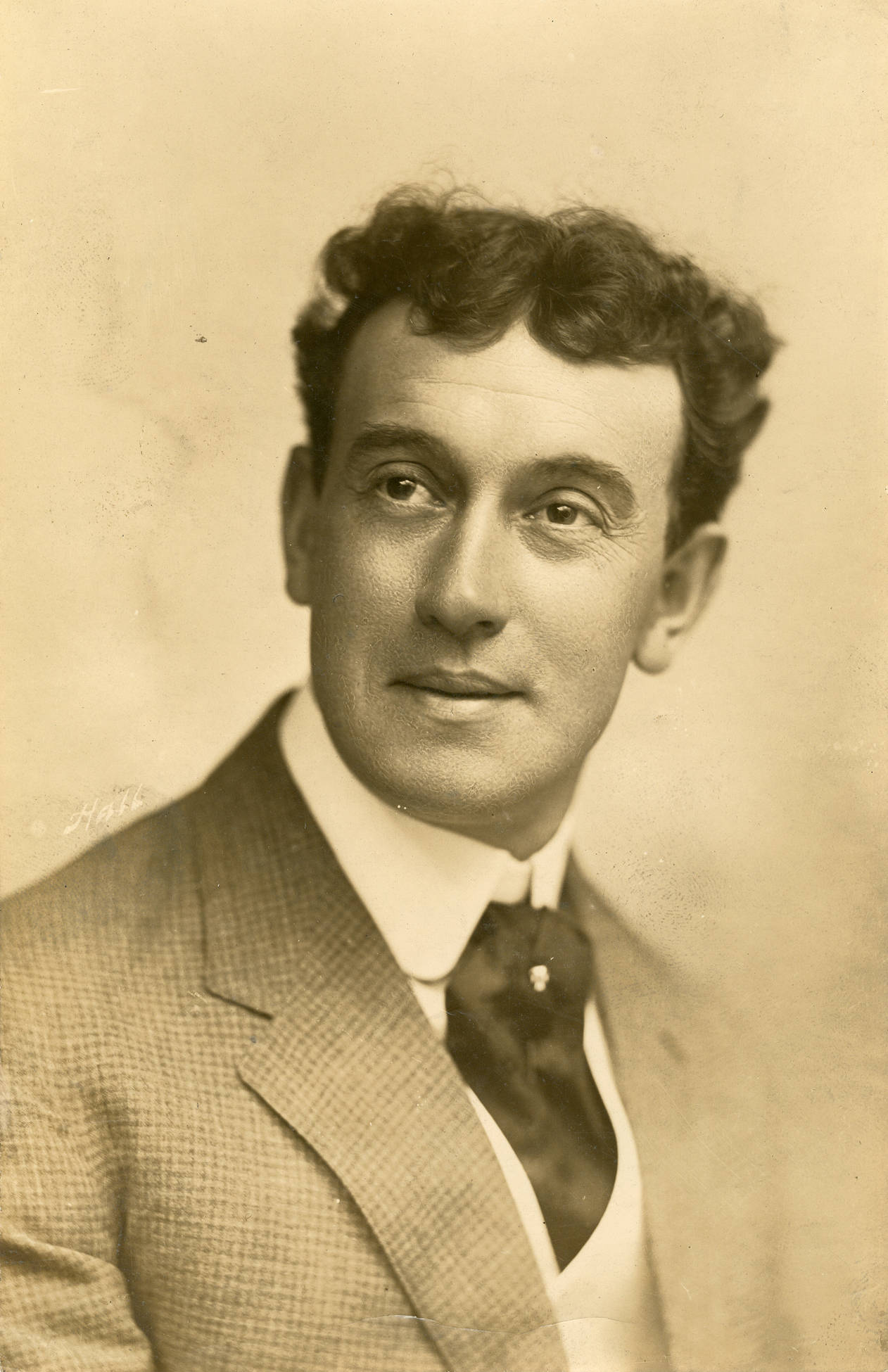
Harry Beresford (um 1909)

Harry Beresford (* 4. November 1863 in London, England als Henry William Walter Horseley Beresford; † 4. Oktober 1944 in Los Angeles, Kalifornien) war ein britischer Schauspieler und Autor.

## Leben
Harry Beresford arbeitete bereits ab etwa 1880 als Schauspieler, als es noch keine Filme gab. Deshalb verbrachte er die ersten Jahrzehnte seiner Schauspielkarriere ausschließlich beim Theater, zunächst in England, später in den Vereinigten Staaten. Von 1919 bis 1930 spielte Beresford in acht Stücken am Broadway in New York City. Seine wohl bekannteste Theaterrolle war der betrunkene Kleinstädter Clem Hawley in der Originalaufführung des Stückes The Old Soak.
Mit über 60 Jahren gab Beresford im Jahre 1925 sein Filmdebüt und spielte in den nächsten zwölf Jahren in 56 Filmen, wobei seine Auftritte zwar stets Nebenrollen waren, aber meistens in den Filmcredits Erwähnung fanden. Besonders häufig verkörperte der Charakterdarsteller Doktoren – also Ärzte und sonstige Gelehrte oder Wissenschaftler. Er hatte kleinere Auftritte in aufwendigen Hollywood-Produktionen der 1930er-Jahre wie Dinner um acht (1933), David Copperfield (1935; als Dr. Chillip) und Anna Karenina (1935; als Matve).
1938 zog sich Harry Beresford aus dem Filmgeschäft zurück. Zusätzlich arbeitete er als Autor von Stücken und Büchern, so basierte der Film Long Shot (1939) mit Marsha Hunt auf Beresfords Originalgeschichte. Er starb 1944 einen Monat vor seinem 81. Geburtstag. Beresford war von 1909 bis zu seinem Tod mit der Schauspielerin Edith Wylie verheiratet. Zuvor war er von 1897 bis zu ihrer Scheidung 1909 mit der Schauspielerin Emma Dunn verheiratet gewesen, mit der er auch eine Tochter namens Vera (* 1901) hatte. Durch eine zufällige Besetzung standen die geschiedenen Beresford und Dunn aber 1935 nochmals als Ehepaar im Film Seven Keys to Baldpate vor der Kamera.

## Filmografie (Auswahl)
- 1926: The Quarterback
- 1928: The Dancing Town (Kurzfilm)
- 1932: Ein ausgefuchster Gauner (High Pressure)
- 1932: Der geheimnisvolle Dr. X (Doctor X)
- 1932: Alias the Doctor
- 1932: So Big
- 1932: Im Zeichen des Kreuzes (The Sign of the Cross)
- 1932: Zwei Sekunden (Two Seconds)
- 1933: Ever in My Heart
- 1933: Dinner um acht (Dinner at Eight)
- 1933: I Cover the Waterfront
- 1933: Panik im Zoo (Murders in the Zoo)
- 1933: Vier Schwestern (Little Woman)
- 1933: Nachtflug (Night Flight)
- 1934: Liebe ohne Zwirn und Faden (Fashions of 1934)
- 1934: The Little Minister
- 1934: Cleopatra
- 1935: I Found Stella Parrish
- 1935: David Copperfield
- 1935: Anna Karenina
- 1936: Marine gegen Liebeskummer (Follow the Fleet)
- 1936: Klondike Annie
- 1937: Der Prinz und der Bettelknabe (The Prince and the Pauper)
- 1937: They Won’t Forget
- 1938: Newsboy’s Home